# Justina Di Stasio
Justina Renay Di Stasio (Burnaby, 22 de noviembre de 1992) es una deportista canadiense que compite en lucha libre. Ganó dos medallas en el Campeonato Mundial de Lucha, oro en 2018 y bronce en 2017.

## Palmarés internacional
| Campeonato Mundial | Campeonato Mundial | Campeonato Mundial | Campeonato Mundial |
| Año                | Lugar              | Medalla            | Categoría          |
| ------------------ | ------------------ | ------------------ | ------------------ |
| 2017               | París (Francia)    | Medalla de bronce  | 75 kg              |
| 2018               | Budapest (Hungría) | Medalla de oro     | 72 kg              |